# Osteobrama cotio
Osteobrama cotio är en fiskart som först beskrevs av Hamilton 1822.  Osteobrama cotio ingår i släktet Osteobrama och familjen karpfiskar. IUCN kategoriserar arten globalt som livskraftig.

## Underarter
Arten delas in i följande underarter:
- O. c. cotio
- O. c. peninsularis
- O. c. cunma